# Cueva de Badanj
Badanj (en serbio: Пећина Бадањ; bosnio: Badanj Pećina) Es una cueva cerca de la ciudad de Stolac (a 7 kilómetros) en el cañón del río Bregava, en el país europeo de Bosnia y Herzegovina. Es famosa por sus pinturas rupestres que datan de entre los años 12.000 y  16.000 antes de cristo